# Svenska cupen i fotboll 2012/2013
Svenska cupen i fotboll 2012/2013 var den 57:e säsongen av huvudcupen i Sverige och den första säsongen sedan 2000/2001 att hållas enligt höst-vårformatet. Säsongen återinförde också gruppspel, det första sedan 1995/1996. Helsingborgs IF var regerande mästare sedan föregående säsong. Finalen hölls att 26 maj 2013 på Friends Arena i Stockholm mellan Djurgårdens IF och IFK Göteborg. Göteborg vann finalen med sammanlagt 4–2 (3–1 på straffar), efter att matchen slutat 1–1 vid full tid.

## Lag
| Omgång        | Återstående klubbar | Klubbar som deltar | Vinnare från föregående omgång | Nya klubbar denna omgång | Ligor som börjar i denna omgång                        |
| ------------- | ------------------- | ------------------ | ------------------------------ | ------------------------ | ------------------------------------------------------ |
| Omgång 1      | 96                  | 64                 | ingen                          | 64                       | Division 1 Division 2 Division 3 Division 4 Division 5 |
| Omgång 2      | 64                  | 64                 | 32                             | 32                       | Allsvenskan Superettan                                 |
| Gruppspel     | 32                  | 32                 | 32                             | ingen                    | ingen                                                  |
| Kvartsfinaler | 8                   | 8                  | 8                              | ingen                    | ingen                                                  |
| Semifinaler   | 4                   | 4                  | 4                              | ingen                    | ingen                                                  |
| Final         | 2                   | 2                  | 2                              | ingen                    | ingen                                                  |

## Kvalspel
Endast ett distrikt-förbund (Dalarnas FF) använde sig av kvalspel för att utse sitt lag
Kvartsfinal
| Kvartsfinal – 8 deltagande klubblag | Kvartsfinal – 8 deltagande klubblag | Kvartsfinal – 8 deltagande klubblag |
| ----------------------------------- | ----------------------------------- | ----------------------------------- |
| Lag 1                               | Resultat                            | Lag 2                               |
| Kvarnsvedens IK                     | 7–1                                 | Ulfshyttans IF                      |
| Avesta AIK                          | 0–6                                 | Dalkurd FF                          |
| Nyhammars IF                        | 3–0                                 | Långshyttans AIK                    |
| Falu FK                             | 4–1                                 | Säters IF                           |

Semifinal
| Semifinal – 4 deltagande klubblag | Semifinal – 4 deltagande klubblag | Semifinal – 4 deltagande klubblag |
| --------------------------------- | --------------------------------- | --------------------------------- |
| Lag 1                             | Resultat                          | Lag 2                             |
| Dalkurd FF                        | 5–2                               | Kvarnsvedens IK                   |
| Nyhammars IF                      | 0–6                               | Falu FK                           |

Final
| Final – 2 deltagande klubblag | Final – 2 deltagande klubblag | Final – 2 deltagande klubblag |
| ----------------------------- | ----------------------------- | ----------------------------- |
| Lag 1                         | Resultat                      | Lag 2                         |
| Falu FK                       | 3–2                           | Dalkurd FF                    |

## Inledande omgångar

### Omgång 1
64 lag från division 1 och neråt i det svenska seriesystemet deltog i denna omgången. Denna omgång spelades mellan 3 juni och 5 augusti 2012, varav en majoritet av matcherna spelades i augusti. Totalt 64 lag deltog i den första omgången och bestod av lag från division 1 eller lägre.
| Första omgången – 64 deltagande klubblag | Första omgången – 64 deltagande klubblag | Första omgången – 64 deltagande klubblag |
| ---------------------------------------- | ---------------------------------------- | ---------------------------------------- |
| Lag 1                                    | Resultat                                 | Lag 2                                    |
| Enhörna IF                               | 1–4                                      | Långholmen FC                            |
| Foc Farsta                               | 1–3                                      | IK Frej                                  |
| Husqvarna FF                             | 1–2                                      | IK Sleipner                              |
| Azech SF                                 | 0–3                                      | Hovslätts IK                             |
| IFK Berga                                | 1–2                                      | Ronneby BK                               |
| Salsåker-Ullångers IF                    | 1–2                                      | Selånger FK                              |
| IFK Mariestad                            | 1–2                                      | Motala AIF                               |
| Kvibille BK                              | 1–3                                      | Torns IF                                 |
| IFK Fjärås                               | 2–3                                      | Ramlösa Södra FF                         |
| Lerkils IF                               | 0–4                                      | IFK Uddevalla                            |
| Oxie IF                                  | 00004–6 (e.f.)                           | Åkarps IF                                |
| Skepplanda BTK                           | 0–4                                      | Lärje-Angered IF                         |
| Furulunds IK                             | 0–3                                      | Kristianstads FF                         |
| FC Höllviken                             | 2–1                                      | Limhamn Bunkeflo                         |
| Ölmestads IS                             | 2–4                                      | Dalstorps IF                             |
| IK Arvika                                | 00001–1 (e.f.) (0–3 str.)                | Rynninge IK                              |
| Guldhedens IK                            | 1–2                                      | Råslätts SK                              |
| Ljungby IF                               | 0–2                                      | Skövde AIK                               |
| Nyköpings BIS                            | 1–0                                      | Väsby United                             |
| Arameiska-Syrianska IF                   | 3–2                                      | Vasalunds IF                             |
| Edsbyns IF                               | 0–5                                      | Östersunds FK                            |
| IFK Västerås                             | 2–3                                      | Enskede IK                               |
| Sollentuna United                        | 00001–3 (e.f.)                           | IK Sirius                                |
| Falu FK                                  | 0–2                                      | Sandvikens IF                            |
| IFK Falköping                            | 1–3                                      | Örgryte IS                               |
| Valsta Syrianska IK                      | 2–1                                      | Akropolis IF                             |
| IK Sturehov                              | 00000–2 (e.f.)                           | Karlstad BK                              |
| Melleruds IF                             | 0–1                                      | Utsiktens BK                             |
| Ärentuna SK                              | 0–3                                      | FC Gute                                  |
| Kiruna FF                                | 1–2                                      | Mariehem SK                              |
| Torslanda IK                             | 1–0                                      | FC Trollhättan                           |
| Ängö BK                                  | 00001–1 (e.f.) (3–5 str.)                | IFK Hässleholm                           |

### Omgång 2
| Andra omgången – 64 deltagande klubblag | Andra omgången – 64 deltagande klubblag | Andra omgången – 64 deltagande klubblag |
| --------------------------------------- | --------------------------------------- | --------------------------------------- |
| Lag 1                                   | Resultat                                | Lag 2                                   |
| IK Sirius                               | 00001–1 (e.f.)                          | Hammarby IF                             |
| IK Frej                                 | 2–1                                     | Trelleborgs FF                          |
| Enskede IK                              | 0–1                                     | Landskrona BoIS                         |
| Lärje-Angered                           | 00001–1 (e.f.) (2–3 str.)               | Östers IF                               |
| Kristianstads FF                        | 1–2                                     | Falkenbergs FF                          |
| IFK Uddevalla                           | 0–7                                     | Syrianska FC                            |
| Ronneby BK                              | 2–5                                     | Halmstads BK                            |
| Nyköpings BIS                           | 00005–3 (e.f.)                          | IF Brommapojkarna                       |
| IFK Hässleholm                          | 0–2                                     | Umeå FC                                 |
| Ramlösa Södra FF                        | 0–7                                     | Assyriska FF                            |
| Östersunds FK                           | 0–3                                     | Mjällby AIF                             |
| Rynninge IK                             | 0–2                                     | IFK Norrköping                          |
| Karlstad BK                             | 00000–0 (e.f.) (3–4 str.)               | Gefle IF                                |
| Arameiska-Syrianska IF                  | 1–3                                     | GIF Sundsvall                           |
| Valsta Syrianska IK                     | 0–1                                     | IK Brage                                |
| Selånger FK                             | 0–6                                     | Ljungskile SK                           |
| Mariehem SK                             | 0–2                                     | Örebro SK                               |
| Torns IF                                | 1–2                                     | Ängelholms IF                           |
| Motala AIF                              | 1–2                                     | Varbergs BoIS                           |
| Skövde AIK                              | 0–3                                     | Åtvidabergs FF                          |
| Örgryte IS                              | 3–0                                     | Degerfors IF                            |
| Råslätts SK                             | 2–3                                     | IFK Värnamo                             |
| Åkarps IF                               | 0–3                                     | BK Häcken                               |
| Utsiktens BK                            | 0–3                                     | Gais                                    |
| IK Sleipner                             | 00000–2 (e.f.)                          | Jönköpings Södra IF                     |
| Dalstorps IF                            | 1–5                                     | Djurgårdens IF                          |
| FC Gute                                 | 0–4                                     | Kalmar FF                               |
| Långholmen FC                           | 0–9                                     | IFK Göteborg                            |
| Sandvikens IF                           | 00003–6 (e.f.)                          | Malmö FF                                |
| Torslanda IK                            | 0–1                                     | AIK                                     |
| FC Höllviken                            | 1–2                                     | Helsingborgs IF                         |
| Hovslätts IK                            | 0–4                                     | IF Elfsborg                             |

## Gruppspel
De 32 vinnarna från omgång 2 kommer att delas in i åtta grupper med fyra lag per grupp. De 16 högst rankade lagen från den förra omgången kommer att seedas om två positioner i varje grupp medan de 16 återstående lagen kommer att oseedade i lottningen. Alla lagen i gruppen kommer att spela mot varandra en gång, de högst rankade lagen från de tidigare omgångarna och eventuellt klubbarna från de lägsta divisionerna har rätt att spela två hemmamatcher. Gruppspelet spelas: Matchdag 1. 2 alt. 3 mars, Matchdag 2. 9 alt. 10 mars och Matchdag 3. 16 alt. 17 mars 2013.

### Grupp 1
| Nr | Lag           | S | V | O | F | GM | IM | MS  | P |
| -- | ------------- | - | - | - | - | -- | -- | --- | - |
| 1  | IK Sirius     | 3 | 2 | 0 | 1 | 9  | 4  | +5  | 6 |
| 2  | IF Elfsborg   | 3 | 2 | 0 | 1 | 9  | 4  | +5  | 6 |
| 3  | Gais          | 3 | 2 | 0 | 1 | 5  | 4  | +1  | 6 |
| 4  | Ljungskile SK | 3 | 0 | 0 | 3 | 3  | 14 | −11 | 0 |

| Hemma \ Borta | GAIS | IFE | IKS | LSK |
| Gais          | —    | —   | —   | 2–1 |
| IF Elfsborg   | 3–1  | —   | —   | 5–1 |
| IK Sirius     | 0–2  | 2–1 | —   | —   |
| Ljungskile SK | —    | —   | 1–7 | —   |

### Grupp 2
| Nr | Lag            | S | V | O | F | GM | IM | MS | P |
| -- | -------------- | - | - | - | - | -- | -- | -- | - |
| 1  | Falkenbergs FF | 3 | 3 | 0 | 0 | 7  | 2  | +5 | 9 |
| 2  | BK Häcken      | 3 | 2 | 0 | 1 | 6  | 2  | +4 | 6 |
| 3  | Örebro SK      | 3 | 1 | 0 | 2 | 2  | 3  | −1 | 3 |
| 4  | IFK Värnamo    | 3 | 0 | 0 | 3 | 1  | 9  | −8 | 0 |

| Hemma \ Borta  | BKH | FFF | IFKV | ÖSK |
| BK Häcken      | —   | 1–2 | —    | 2–0 |
| Falkenbergs FF | —   | —   | 4–1  | —   |
| IFK Värnamo    | 0–3 | —   | —    | —   |
| Örebro SK      | —   | 0–1 | 2–0  | —   |

### Grupp 3
| Nr | Lag           | S | V | O | F | GM | IM | MS | P |
| -- | ------------- | - | - | - | - | -- | -- | -- | - |
| 1  | Östers IF     | 3 | 2 | 1 | 0 | 8  | 1  | +7 | 7 |
| 2  | Malmö FF      | 3 | 2 | 1 | 0 | 7  | 2  | +5 | 7 |
| 3  | IK Frej       | 3 | 1 | 0 | 2 | 2  | 8  | −6 | 3 |
| 4  | GIF Sundsvall | 3 | 0 | 0 | 3 | 2  | 8  | −6 | 0 |

| Hemma \ Borta | GIFS | IKF | MFF | ÖIF |
| GIF Sundsvall | —    | —   | —   | 0–2 |
| IK Frej       | 2–1  | —   | 0–2 | —   |
| Malmö FF      | 4–1  | —   | —   | 1–1 |
| Östers IF     | —    | 5–0 | —   | —   |

### Grupp 4
| Nr | Lag          | S | V | O | F | GM | IM | MS | P |
| -- | ------------ | - | - | - | - | -- | -- | -- | - |
| 1  | Örgryte IS   | 3 | 2 | 0 | 1 | 7  | 4  | +3 | 6 |
| 2  | Halmstads BK | 3 | 2 | 0 | 1 | 5  | 4  | +1 | 6 |
| 3  | AIK          | 3 | 1 | 0 | 2 | 4  | 6  | −2 | 3 |
| 4  | Syrianska FC | 3 | 1 | 0 | 2 | 3  | 5  | −2 | 3 |

| Hemma \ Borta | AIK | HBK | SFC | ÖIS |
| AIK           | —   | 1–2 | 2–0 | —   |
| Halmstads BK  | —   | —   | —   | 2–1 |
| Syrianska FC  | —   | 2–1 | —   | —   |
| Örgryte IS    | 4–1 | —   | 2–1 | —   |

### Grupp 5
| Nr | Lag             | S | V | O | F | GM | IM | MS | P |
| -- | --------------- | - | - | - | - | -- | -- | -- | - |
| 1  | IFK Norrköping  | 3 | 2 | 1 | 0 | 6  | 0  | +6 | 7 |
| 2  | Mjällby AIF     | 3 | 1 | 1 | 1 | 4  | 3  | +1 | 4 |
| 3  | Landskrona BoIS | 3 | 1 | 1 | 1 | 3  | 4  | −1 | 4 |
| 4  | Ängelholms FF   | 3 | 0 | 1 | 2 | 2  | 8  | −6 | 1 |

| Hemma \ Borta   | IFKN | BOIS | MAIF | ÄFF |
| IFK Norrköping  | —    | 0–0  | 2–0  | —   |
| Landskrona BoIS | —    | —    | —    | 3–1 |
| Mjällby AIF     | —    | 3–0  | —    | 1–1 |
| Ängelholms FF   | 0–4  | —    | —    | —   |

### Grupp 6
| Nr | Lag             | S | V | O | F | GM | IM | MS | P |
| -- | --------------- | - | - | - | - | -- | -- | -- | - |
| 1  | Helsingborgs IF | 3 | 2 | 1 | 0 | 9  | 2  | +7 | 7 |
| 2  | Gefle IF        | 3 | 2 | 0 | 1 | 9  | 6  | +3 | 6 |
| 3  | Assyriska FF    | 3 | 0 | 2 | 1 | 3  | 7  | −4 | 2 |
| 4  | Varbergs BoIS   | 3 | 0 | 1 | 2 | 3  | 9  | −6 | 1 |

| Hemma \ Borta   | AFF | GIF | HEIF | VAR |
| Assyriska FF    | —   | —   | —    | 1–1 |
| Gefle IF        | 5–1 | —   | —    | 3–2 |
| Helsingborgs IF | 1–1 | 3–1 | —    | —   |
| Varbergs BoIS   | —   | —   | 0–5  | —   |

### Grupp 7
| Nr | Lag           | S | V | O | F | GM | IM | MS | P |
| -- | ------------- | - | - | - | - | -- | -- | -- | - |
| 1  | IFK Göteborg  | 3 | 2 | 0 | 1 | 6  | 2  | +4 | 6 |
| 2  | Kalmar FF     | 3 | 2 | 0 | 1 | 5  | 2  | +3 | 6 |
| 3  | IK Brage      | 3 | 1 | 0 | 2 | 3  | 6  | −3 | 3 |
| 4  | Nyköpings BIS | 3 | 1 | 0 | 2 | 4  | 8  | −4 | 3 |

| Hemma \ Borta | IFKG | IKB | KFF | NBIS |
| IFK Göteborg  | —    | 2–0 | 0–1 | —    |
| IK Brage      | —    | —   | —   | 3–1  |
| Kalmar FF     | —    | 3–0 | —   | —    |
| Nyköpings BIS | 1–4  | —   | 2–1 | —    |

### Grupp 8
| Nr | Lag                 | S | V | O | F | GM | IM | MS | P |
| -- | ------------------- | - | - | - | - | -- | -- | -- | - |
| 1  | Djurgårdens IF      | 3 | 2 | 1 | 0 | 7  | 2  | +5 | 7 |
| 2  | Åtvidabergs FF      | 3 | 1 | 1 | 1 | 5  | 4  | +1 | 4 |
| 3  | Jönköpings Södra IF | 3 | 1 | 0 | 2 | 5  | 6  | −1 | 3 |
| 4  | Umeå FC             | 3 | 1 | 0 | 2 | 2  | 7  | −5 | 3 |

| Hemma \ Borta       | DIF | JSIF | UFC | ÅFF |
| Djurgårdens IF      | —   | 3–1  | 3–0 | —   |
| Jönköpings Södra IF | —   | —    | 3–0 | —   |
| Umeå FC             | —   | —    | —   | 2–1 |
| Åtvidabergs FF      | 1–1 | 3–1  | —   | —   |

## Slutspel
Kvartsfinalerna består av åtta lag som vunnit sin grupp.

### Kvalificerade lag
| Nr | Lag (grupp)         | S | V | O | F | GM | IM | MS | P |
| -- | ------------------- | - | - | - | - | -- | -- | -- | - |
| 1  | Falkenbergs FF (2)  | 3 | 3 | 0 | 0 | 7  | 2  | +5 | 9 |
| 2  | Helsingborgs IF (6) | 3 | 2 | 1 | 0 | 9  | 2  | +7 | 7 |
| 3  | Östers IF (3)       | 3 | 2 | 1 | 0 | 8  | 1  | +7 | 7 |
| 4  | IFK Norrköping (5)  | 3 | 2 | 1 | 0 | 5  | 0  | +5 | 7 |
| 5  | Djurgårdens IF (8)  | 3 | 2 | 1 | 0 | 6  | 2  | +4 | 7 |
| 6  | IK Sirius (1)       | 3 | 2 | 0 | 1 | 9  | 4  | +5 | 6 |
| 7  | IFK Göteborg (7)    | 3 | 2 | 0 | 1 | 6  | 2  | +4 | 6 |
| 8  | Örgryte IS (4)      | 3 | 2 | 0 | 1 | 7  | 4  | +3 | 6 |

### Slutspelsträd
|  | Kvartsfinaler         | Kvartsfinaler       |                |       | Semifinaler | Semifinaler |  |  | Final | Final |
|  |                       |                     |                |       |             |             |  |  |       |       |
|  |                       |                     |                |       |             |             |  |  |       |       |
|  |                       |                     |                |       |             |             |  |  |       |       |
|  | IFK Norrköping        | 0 (4)               |                |       |             |             |  |  |       |       |
|  | IFK Norrköping        | 0 (4)               |                |       |             |             |  |  |       |       |
|  | Djurgårdens IF (str.) | 0 (5)               |                |       |             |             |  |  |       |       |
|  | Djurgårdens IF (str.) | 0 (5)               | Djurgårdens IF | 1     |             |             |  |  |       |       |
|  |                       |                     | Djurgårdens IF | 1     |             |             |  |  |       |       |
|  |                       | Örgryte IS          | 0              |       |             |             |  |  |       |       |
|  | Falkenbergs FF        | Örgryte IS          | 0              | 0     |             |             |  |  |       |       |
|  | Falkenbergs FF        |                     |                | 0     |             |             |  |  |       |       |
|  | Örgryte IS            | 1                   |                |       |             |             |  |  |       |       |
|  | Örgryte IS            | 1                   | Djurgårdens IF | 1 (1) |             |             |  |  |       |       |
|  |                       |                     | Djurgårdens IF | 1 (1) |             |             |  |  |       |       |
|  |                       | IFK Göteborg (str.) | 1 (3)          |       |             |             |  |  |       |       |
|  | Östers IF             | IFK Göteborg (str.) | 1 (3)          | 2     |             |             |  |  |       |       |
|  | Östers IF             |                     |                | 2     |             |             |  |  |       |       |
|  | IK Sirius             | 1                   |                |       |             |             |  |  |       |       |
|  | IK Sirius             | 1                   | Östers IF      | 1     |             |             |  |  |       |       |
|  |                       |                     | Östers IF      | 1     |             |             |  |  |       |       |
|  |                       | IFK Göteborg        | 4              |       |             |             |  |  |       |       |
|  | Helsingborgs IF       | IFK Göteborg        | 4              | 0     |             |             |  |  |       |       |
|  | Helsingborgs IF       |                     |                | 0     |             |             |  |  |       |       |
|  | IFK Göteborg          | 1                   |                |       |             |             |  |  |       |       |
|  | IFK Göteborg          | 1                   |                |       |             |             |  |  |       |       |

### Kvartsfinaler
| Kvartsfinal – 8 deltagande klubblag | Kvartsfinal – 8 deltagande klubblag | Kvartsfinal – 8 deltagande klubblag |
| ----------------------------------- | ----------------------------------- | ----------------------------------- |
| Lag 1                               | Resultat                            | Lag 2                               |
| Helsingborgs IF                     | 0–1                                 | IFK Göteborg                        |
| Falkenbergs FF                      | 0–1                                 | Örgryte IS                          |
| IFK Norrköping                      | 00000–0 (e.f.) (4–5 str.)           | Djurgårdens IF                      |
| Östers IF                           | 2–1                                 | IK Sirius                           |

### Semifinaler
| Semifinal – 4 deltagande klubblag | Semifinal – 4 deltagande klubblag | Semifinal – 4 deltagande klubblag |
| --------------------------------- | --------------------------------- | --------------------------------- |
| Lag 1                             | Resultat                          | Lag 2                             |
| Djurgårdens IF                    | 1–0                               | Örgryte IS                        |
| Östers IF                         | 1–4                               | IFK Göteborg                      |

### Final
|             | 26 maj 2013 | Djurgårdens IF                                           | 0000 1 – 1 (e.fl.)         | IFK Göteborg                                                    | Friends Arena                                       |                                                     |
| 17:00 UTC+2 | 17:00 UTC+2 | Daniel Amartey 52′                                       | (0 – 1) Rapport            | 6′ Tobias Hysén                                                 | Stockholm Publik: 21 819 Domare: Stefan Johannesson | Stockholm Publik: 21 819 Domare: Stefan Johannesson |
| 17:00 UTC+2 | 17:00 UTC+2 |                                                          |                            |                                                                 | Stockholm Publik: 21 819 Domare: Stefan Johannesson | Stockholm Publik: 21 819 Domare: Stefan Johannesson |
| 17:00 UTC+2 | 17:00 UTC+2 | Amadou Jawo Andreas Johansson Luis Solignac Peter Nymann | Straffsparksläggning 1 – 3 | Philip Haglund Mattias Bjärsmyr Mikael Dyrestam Pontus Farnerud | Stockholm Publik: 21 819 Domare: Stefan Johannesson | Stockholm Publik: 21 819 Domare: Stefan Johannesson |

## Anmärkningslista
1. ↑  Publiksnittet uträknat på 101 matcher. (Detta för att få ett mer realistiskt publiksnitt då sammanlagt 18 matcher inte uppgett en publiksiffra.)